# مرزوق الدوسري
مرزوق الدوسري، لاعب كرة قدم سعودي، يلعب في الجناح الأيسر في نادي الشعيب.

## مسيرة اللاعب
بدأ في الفئات السنية في نادي الشباب و انظم للفريق الأول في صيف عام 2020 . و أعير إلى نادي الشعيب مطلع عام 2023 وانتقل بعدها بشكل رسمي إلى نادي الشعيب.

## روابط خارجية
- مرزوق الدوسري على موقع Soccerway.com (الإنجليزية)